# Grèce aux Jeux olympiques d'été de 1988
L'équipe olympique grecque participe aux Jeux olympiques d'été de 1988 à Séoul. Elle y remporte une médaille : une en bronze, se situant à la quarante-sixième place des nations au tableau des médailles. Le lutteur Charalambos Cholidis est le porte-drapeau d'une délégation grecque comptant 56 sportifs (44 hommes et 12 femmes).